# ズリーン州

ズリーン州
Zlínský kraj

ズリーン州の所在地

ズリーン州（ズリーンしゅう、チェコ語：Zlínský kraj）は、チェコの州。モラヴィア地方の中部から東部に位置する。オロモウツ、モラヴィア・スレスコ、南モラヴィアの各州と隣接している。州都はズリーン。
政府統計によると最も治安の良い地域であり、犯罪率も交通事故数も少ないとされる。

## 文化

### 郡、自治体
下記の4郡からなる。その下に19の自治体がある。

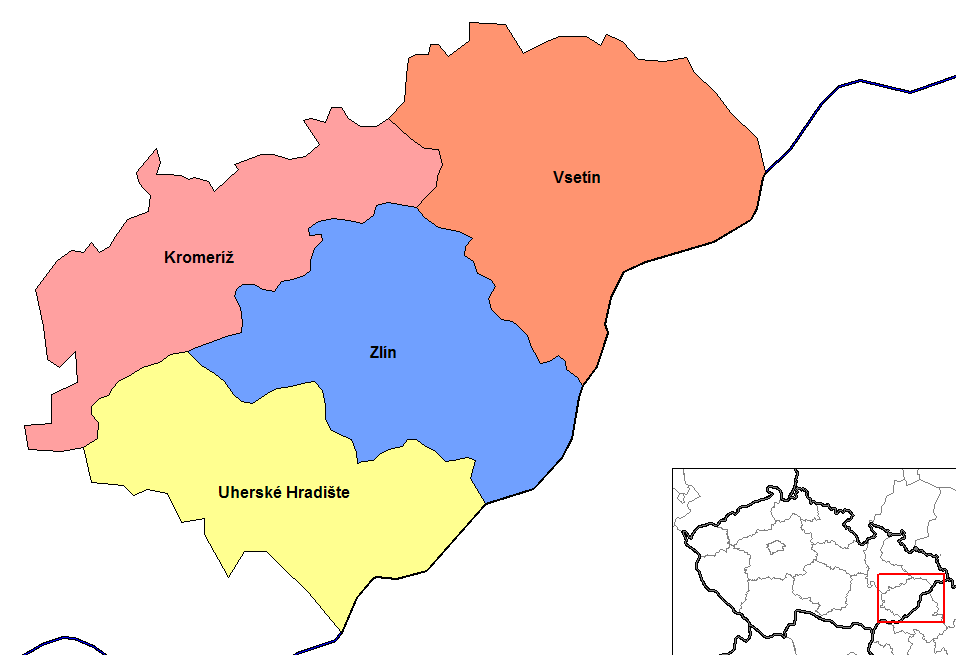
ズリーン州の郡

- クロムニェジーシュ郡
- ウヘルスケー・フラジシチェ郡
- フセチーン郡
- ズリーン郡